# Оливета Сан Микеле
Оливѐта Сан Микѐле (на италиански: Olivetta San Michele; на лигурски: Aoriveta, Аоривета) е село и община в Северна Италия, провинция Империя, регион Лигурия. Разположено е на 292 m надморска височина. Населението на общината е 225 души (към 2011 г.).